# 加薬
加薬（かやく）とは、うどんや炊き込みご飯などに入れる具（肉や野菜など）。主に関西で「主材料に加える」という意味合いで加役と表記することもある。
「かやく」とひらがな表記されるのが一般的である。「かやくご飯」、「カップ麺のかやく」など。
一般社団法人 全国公正取引協議会連合会が定める「即席めんの表示に関する公正競争規約及び施行規則」では「かやく」とひらがな表記されている。
日本ではシーズニング（英: Seasoning）と呼ばれる商品の一部に同様のタイプがあり、それらとは明確な区別はできない。

## 由来
加薬とは加薬味、つまり薬味を加えるという言葉から来ている。そのため、薬味の由来についても説明する。
薬味とはもともと漢方医学（漢方）の用語である。中国最古の薬書と言われている『神農本草経』には「薬に酸鹹甘苦辛の五味あり」（鹹とは塩味のこと）と記されており、『芸文志』にも「処方は……薬味の滋養を借り……」と記されているなど、既に1世紀には薬味という言葉が使われていたとされている。その後、宋代になって、医療が庶民の日常生活に密着して登場するようになると、一般家庭で調達可能な材料はわざわざ薬屋から購入する必要はないため、そのような材料は家庭で調達や配合を行うことが一般化されるようになった。
宋医学が日本に伝わると、日本の一般家庭にある、漢方の材料となるもの（煎じるときに薬味として加えることが可能なもの）として生姜が加薬味の代表となった。そのため、生姜のことを指して、加薬味、加薬（加薬味の略語）、薬味、辛味（前述の通り五味の一つ）などと呼ばれるようになったとされている。実際、室町時代後期の『運歩色葉集』（1548年）には加薬という言葉が登場している。
江戸時代には、他の香辛料である葱や山椒も加薬と呼ばれることとなる。江戸時代の料理書『素人包丁』には、「鯛飯」の項に「加益（カヤク）はおろし大根、ネギ、のり、とうがらし」と記されており、この頃には香辛料一般で加薬と呼ばれていたことがわかる。
同じく江戸時代、加薬飯が登場する頃には、加薬が具全般を指す言葉として使われるようになった。